# Anastásio de Tessalônica
Anastásio foi arcebispo de Tessalônica, aproximadamente entre 432 e 452. Foi correspondente dos papas Sisto III e Leão I. Esta relação com a sé romana e a sua posição nos concílios de Éfeso II e Calcedônia apontam para uma visão de subordinação de Constantinopla em relação à Roma. 
Alguns textos latinos das atas do concílio de Calcedônia sugerem que Anastásio houvesse morrido durante as reuniões. Esta hipótese, entretanto, “não pode prevalecer contra o conjunto da tradição” (Stiernon, 95).